# Ivanivka, Berdeansk
Ivanivka (în ucraineană Іванівка) este un sat în așezarea urbană Andriivka din raionul Berdeansk, regiunea Zaporijjea, Ucraina.

## Demografie
Componența lingvistică a localității Ivanivka
     Ucraineană (94%)
     Rusă (6%)
Conform recensământului din 2001, majoritatea populației localității Ivanivka era vorbitoare de ucraineană (94%), existând în minoritate și vorbitori de rusă (6%).